# Tutya Yılmaz

Nenes com Tutya practicant gimnàstica a Istanbul el 2008.

Tutya Yılmaz (Istanbul, 4 de juny de 1999) és una gimnasta artística turca. Va néixer a Bakırköy. Inicia a l'esport a l'edat de 6 anys; des de petit se li anomenava "la Comaneci de Turquia". És estudiante d'un liceu a Istanbul. Ha representat a Turquia als Jocs Europeus de 2015, on va ser finalista en diverses disciplines, i als Jocs Olímpics de la Joventut de 2014 a Nanquín. També representa el seu país a la Copa Mundial de Gimnàstica Artística a Mersin, 1-3 de juliol de 2016, i als Jocs Olímpics d'Estiu de 2016.